# Nemula argentata
Nemula argentata är en tvåvingeart som beskrevs av Amnon Freidberg 1994. Nemula argentata ingår i släktet Nemula och familjen Neminidae.
Artens utbredningsområde är Madagaskar. Inga underarter finns listade i Catalogue of Life.